# 後藤正和
後藤 正和（ごとう まさかず、1950年（昭和25年）3月1日 - ）は、日本の政治家。神山町長（5期）。東京農業大学中退。徳島県名西郡神山町出身。

## 経歴
徳島県名西郡神山町神領で生まれ、東京農業大学に進学し中退。大学を中退後、神山町議会議員を経て2003年（平成15年）4月30日に神山町長選挙に出馬し初当選。
その後、2023年（令和5年）4月29日に引退するまで5期連続で町長を務めた。
2024年、旭日小綬章受章。